# Lena Goeßling
Lena Goeßling (Bielefeld, 1986. március 8. –) német válogatott női labdarúgó, jelenleg a VfL Wolfsburg játékosa.

## Pályafutása

### Klubcsapatban
2003 és 2006 között a Gütersloh 2000 játékosa volt, majd innen igazolt a Bad Neuenahr csapatához. 2011 nyarán a VfL Wolfsburg klubjához igazolt.

### A válogatottban
2004-ben részt vett a U19-es női labdarúgó-világbajnokságon, ahol aranyérmesként végzett a válogatottal. A 2006-os U20-as női labdarúgó-világbajnokságon és a 2011-es női labdarúgó-világbajnokságon is tagja volt a keretnek. A 2015-ös női labdarúgó-világbajnokságon, valamint a 2016-os Olimpián aranyérmet szerző keretnek is tagja volt. A felnőtt válogatott tagjaként részt vett a Hollandiában megrendezett 2017-es női labdarúgó-Európa-bajnokságon.

## Sikerei, díjai

### Klub
- VfL Wolfsburg
  - Bundesliga: 2012–13, 2013–14, 2016–17
  - Német kupa: 2012–13, 2014–15, 2015–16, 2016–17
  - UEFA Női Bajnokok Ligája: 2012–13, 2013–14

### Válogatott
- Németország U19
  - U19-es női labdarúgó-világbajnokság: 2004
- Németország
  - Női labdarúgó-Európa-bajnokság: 2013
  - Algarve-kupa: 2012, 2014
  - Olimpia: 2016

### Egyéni
- IFFHS Világ legjobb női játékosa (1): 
  - 2013